# Cheiloclinium articulatum
Cheiloclinium articulatum är en benvedsväxtart som först beskrevs av A. G. Smith, och fick sitt nu gällande namn av Albert Charles Smith. Cheiloclinium articulatum ingår i släktet Cheiloclinium och familjen Celastraceae. Inga underarter finns listade.